# Передние Бокаши
Передние Бокаши (чув. Малти Пукаш) — деревня в Мариинско-Посадском муниципальном округе Чувашской Республики. С 2004 до 2023 года входила в состав Октябрьского сельского поселения.

## География
Находится в северо-восточной части Чувашии, на расстоянии приблизительно 18 км на юг-юго-восток от районного центра города Мариинский Посад на левом берегу реки Большой Аниш.

## История
Известна с 1721 года, когда здесь было учтено 179 мужчин. В 1747 году отмечено 269 мужчин, в 1795 (вместе с 2 выселками) — 102 двора, 670 жителей, в 1858—233 жителя, в 1897—319, в 1926 — 85 дворов, 399 жителей, в 1939—437 жителей, в 1979—280. В 2002 году было 79 дворов, 2010 — 73 домохозяйства. В 1931 был образован колхоз им. Ленина, в 2010 году действовал СХПК «Октябрьский».

## Население
Постоянное население составляло 221 человек (чуваши 98 %) в 2002 году, 207 в 2010.